# Luise Befort

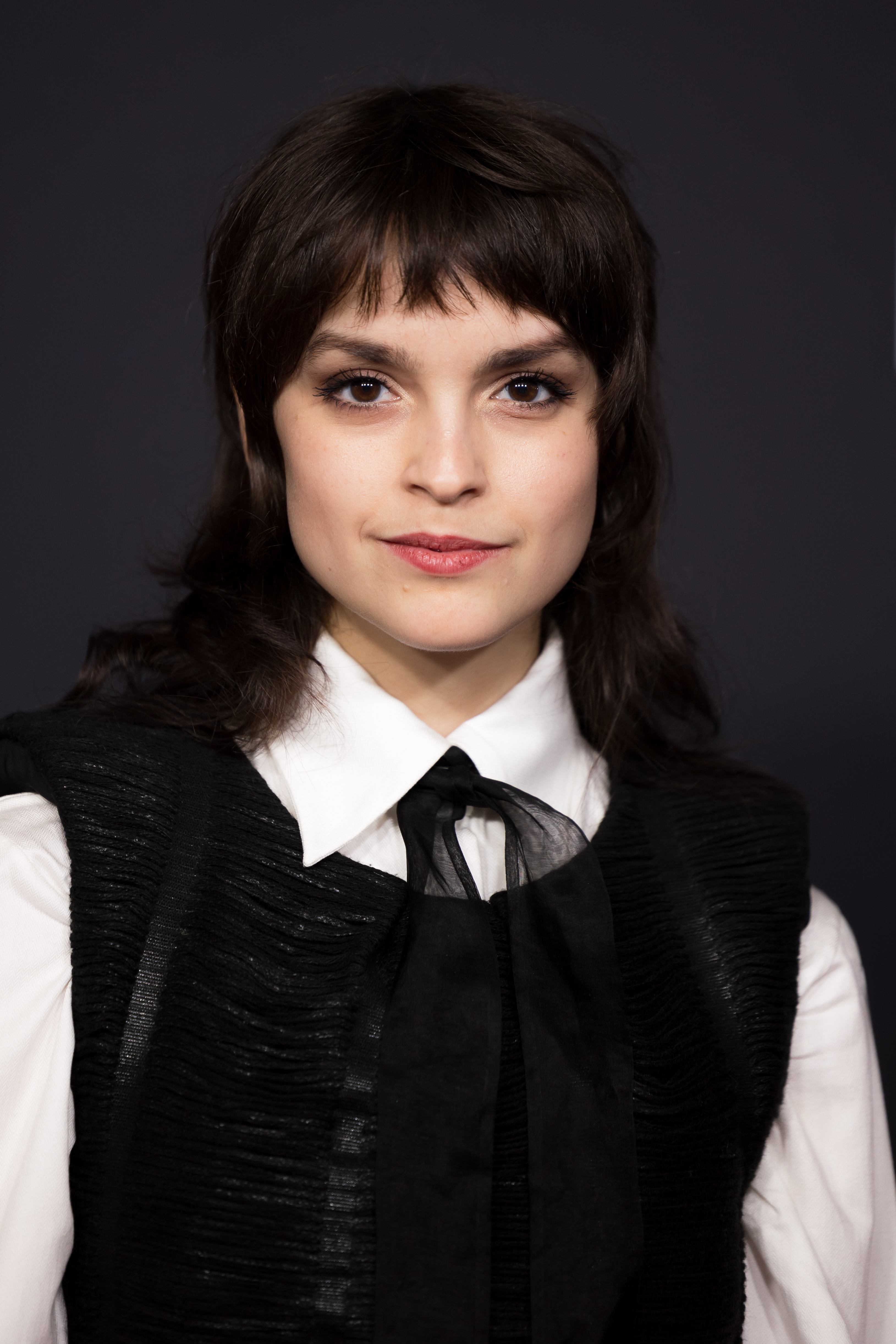
Luise Befort (2024)

Luise Befort (* 27. Mai 1996 in Berlin) ist eine deutsche Schauspielerin.

## Leben
Luise Befort wurde in Berlin geboren. Ihr älterer Bruder ist der Schauspieler Maximilian Befort. Sie begann 2004 in dem Musical Les Misérables mit ihrer ersten Rolle ihre Schauspielkarriere. 2005 drehte sie in dem Sat.1-Fernsehfilm Heimliche Liebe – Der Schüler und die Postbotin ihren ersten Spielfilm. Von 2012 bis 2014 war sie als Jugendliche auf der Bühne des Friedrichstadt-Palasts als Solistin in den Stücken Ganz schön anders und Keinschneechaos zu sehen. Seit 2021 spielt sie eine Hauptrolle in der Fernsehserie Der Palast, die die Geschichte des Friedrichstadt-Palasts zum Thema hat. Außerdem spielte sie in dem TV-Thriller Die Toten von Hameln eine Nebenrolle.
2015 wirkte Befort als Sophie Kröger in einer Nebenrolle in der Serie Block B – Unter Arrest mit. Kurze Zeit später hatte sie die Hauptrolle der Patrizia in Armans Geheimnis inne. Im selben Jahr war sie im Sat.1-Fernsehfilm Zum Teufel mit der Wahrheit zu sehen. Seit November 2015 strahlt VOX die Drama-Serie Club der roten Bänder über das alltägliche Leben mehrerer Jugendlicher in einem Krankenhaus aus. Befort gelang mit der Serie der Durchbruch, sie nimmt dort die weibliche Hauptrolle von Emma, „dem Mädchen“, wahr.
Befort lebt in Berlin und war von 2013 bis 2019 mit dem Schauspieler Eugen Bauder liiert, mit dem sie auch gemeinsam in der Mini-Serie Der Lack ist ab sowie in dem Film Zum Teufel mit der Wahrheit vor der Kamera zu sehen war.

## Filmografie
- 2005: Heimliche Liebe – Der Schüler und die Postbotin (Fernsehfilm)
- 2008: Putzfrau Undercover (Fernsehfilm)
- 2012: Wege zum Glück – Spuren im Sand (Fernsehserie)
- 2014: Die Toten von Hameln (Fernsehfilm)
- 2015: Jesus Cries
- 2015: Block B – Unter Arrest (Fernsehserie, 8 Episoden)
- 2015: Zum Teufel mit der Wahrheit (Fernsehfilm)
- 2015–2017: Club der roten Bänder (Fernsehserie, 30 Episoden)
- 2015–2017: Armans Geheimnis (Fernsehserie, 26 Episoden)
- 2015–2018: Der Lack ist ab (Fernsehserie, 18 Episoden)
- 2016: SOKO Köln (Fernsehserie, Episode 13x07 Loverboy)
- 2017: Tatort: Fürchte dich (Fernsehreihe)
- 2018: Tatverdacht – Team Frankfurt ermittelt (Fernsehserie, Episode 1x03 Eingesperrt)
- 2018: Smallfoot – Ein eisigartiges Abenteuer (Synchronsprecherin, Rolle Kolka)
- 2019: Club der roten Bänder – Wie alles begann
- 2019: Dem Horizont so nah
- 2019: Wir sind die Welle (Fernsehserie, 6 Episoden)
- 2019: Wolfsland – Das heilige Grab (Fernsehreihe)
- 2022:  Der Palast (Fernsehserie, 6 Episoden)
- 2023: Oxen (Fernsehserie, 4 Folgen)

## Auszeichnungen
- 2019: Askania Award (Askania Shooting-Star-Award)
- 2019: New Faces Award (Young Style Icon)[5]
- 2020: Jupiter Award (Beste Darstellerin National)[6]